# Erdbildmessung
Erdbildmessung ist der ältere Name für die terrestrische Photogrammetrie und das Äquivalent zur Luftbildmessung. Sie dient vor allem zur Form- und Lagemessung von Objekten bis zu etwa 100 Meter Größe – zum Beispiel von Architektur, Fassaden oder Skulpturen, sowie von kleinen Landformen, Steinbrüchen, Sand- oder Schottergruben. Auch als Ergänzung zur visuellen Topo- und Kartografie (Kartenherstellung) hat sie Bedeutung.
Die Vermessung der Objekte erfolgt mittels Messbildern, die von zwei oder mehreren Kamera-Standpunkten auf der Erdoberfläche gemacht werden. Die Auswertung der Bilder kann einzeln oder mit Hilfe des Stereoeffekts erfolgen.
Spezielle Aufgaben sind die Nahbereichsfotogrammetrie – beispielsweise von Kunstwerken und alten Globen – sowie die medizinische und die Unfallfotogrammetrie.
Siehe auch: Fototheodolit, Messkammer, Auswertegerät